# NASCAR Winston Cup de 1985
A Temporada da NASCAR Winston Cup de 1985 foi a 37º edição da Nascar, com 28 etapas disputadas o campeão foi Darrell Waltrip.

## Calendário
| N. | Data   | Corrida                    | Circuito                        | Vencedor        | Segundo         | Terceiro        |
| 1  | 17-feb | Daytona 500                | Daytona International Speedway  | Bill Elliott    | Lake Speed      | Darrell Waltrip |
| 2  | 24-feb | Miller High Life 400       | Richmond International Raceway  | Dale Earnhardt  | Geoff Bodine    | Darrell Waltrip |
| 3  | 3-mrt  | Carolina 500               | North Carolina Speedway         | Neil Bonnett    | Harry Gant      | Terry Labonte   |
| 4  | 17-mrt | Coca-Cola 500              | Atlanta Motor Speedway          | Bill Elliott    | Geoff Bodine    | Neil Bonnett    |
| 5  | 6-apr  | Valleydale 500             | Bristol Motor Speedway          | Dale Earnhardt  | Ricky Rudd      | Terry Labonte   |
| 6  | 14-apr | TranSouth 500              | Darlington Raceway              | Bill Elliott    | Darrell Waltrip | Tim Richmond    |
| 7  | 21-apr | Northwestern Bank 400      | North Wilkesboro Speedway       | Neil Bonnett    | Darrell Waltrip | Bobby Allison   |
| 8  | 28-apr | Sovran Bank 500            | Martinsville Speedway           | Harry Gant      | Ricky Rudd      | Geoff Bodine    |
| 9  | 5-mei  | Winston 500                | Talladega Superspeedway         | Bill Elliott    | Kyle Petty      | Cale Yarborough |
| 10 | 19-mei | Budweiser 500              | Dover International Speedway    | Bill Elliott    | Harry Gant      | Kyle Petty      |
| 11 | 26-mei | Coca-Cola World 600        | Charlotte Motor Speedway        | Darrell Waltrip | Harry Gant      | Bobby Allison   |
| 12 | 2-jun  | Budweiser 400              | Riverside International Raceway | Terry Labonte   | Harry Gant      | Bobby Allison   |
| 13 | 9-jun  | Van Scoy Diamond Mines 500 | Pocono Raceway                  | Bill Elliott    | Harry Gant      | Darrell Waltrip |
| 14 | 16-jun | Miller 400                 | Michigan International Speedway | Bill Elliott    | Darrell Waltrip | Cale Yarborough |
| 15 | 4-jul  | Pepsi Firecracker 400      | Daytona International Speedway  | Greg Sacks      | Bill Elliott    | Darrell Waltrip |
| 16 | 21-jul | Summer 500                 | Pocono Raceway                  | Bill Elliott    | Neil Bonnett    | Darrell Waltrip |
| 17 | 28-jul | Talladega 500              | Talladega Superspeedway         | Cale Yarborough | Neil Bonnett    | Ron Bouchard    |
| 18 | 11-aug | Champion Spark Plug 400    | Michigan International Speedway | Bill Elliott    | Darrell Waltrip | Harry Gant      |
| 19 | 24-aug | Busch 500                  | Bristol Motor Speedway          | Dale Earnhardt  | Tim Richmond    | Neil Bonnett    |
| 20 | 1-sep  | Southern 500               | Darlington Raceway              | Bill Elliott    | Cale Yarborough | Geoff Bodine    |
| 21 | 8-sep  | Wrangler Sanfor-Set 400    | Richmond International Raceway  | Darrell Waltrip | Terry Labonte   | Richard Petty   |
| 22 | 15-sep | Delaware 500               | Dover International Speedway    | Harry Gant      | Darrell Waltrip | Ricky Rudd      |
| 23 | 22-sep | Goody's 500                | Martinsville Speedway           | Dale Earnhardt  | Darrell Waltrip | Harry Gant      |
| 24 | 29-sep | Holly Farms 400            | North Wilkesboro Speedway       | Harry Gant      | Geoff Bodine    | Terry Labonte   |
| 25 | 6-okt  | Miller High Life 500       | Charlotte Motor Speedway        | Cale Yarborough | Bill Elliott    | Geoff Bodine    |
| 26 | 20-okt | Nationwise 500             | North Carolina Speedway         | Darrell Waltrip | Ron Bouchard    | Harry Gant      |
| 27 | 3-nov  | Atlanta Journal 500        | Atlanta Motor Speedway          | Bill Elliott    | Cale Yarborough | Darrell Waltrip |
| 28 | 17-nov | Winston Western 500        | Riverside International Raceway | Ricky Rudd      | Terry Labonte   | Neil Bonnett    |

## Classificação final - Top 10
| 1  | Darrell Waltrip | 4292 |
| 2  | Bill Elliott    | 4191 |
| 3  | Harry Gant      | 4028 |
| 4  | Neil Bonnett    | 3897 |
| 5  | Geoff Bodine    | 3862 |
| 6  | Ricky Rudd      | 3857 |
| 7  | Terry Labonte   | 3683 |
| 8  | Dale Earnhardt  | 3561 |
| 9  | Kyle Petty      | 3523 |
| 10 | Lake Speed      | 3507 |